# 싱크족
싱크족(~族, SINK; Single Income, No Kids)은 결혼하지 않고 돈을 혼자 벌어서 혼자 쓰며 생활하는 사람들을 일컫는 말이다. 결혼은 했으나 아이는 갖지 않는 외벌이 부부를 가리키는 말로 쓰일 때도 있는데 이는 딩크족과는 외벌이라는 점이 차이이다.
주로 결혼에 드는 막대한 자금을 지불하지 않기 위해 결혼하지 않는다.

## 같이 보기
- 딩크족
- 딩펫족